# Cap-de-Shédiac
Pour les articles homonymes, voir cap et Shédiac (homonymie).
Cap-de-Shédiac, aussi appelé Shediac Cape, est un village du comté de Westmorland, au sud-est de la province canadienne du Nouveau-Brunswick. Le village a le statut de DSL sous le nom légal de Shediac Cape. Dans le cadre de la réforme de la gouvernance locale du 1er janvier 2023, le DSL a été annexé à la ville de Shédiac.

Évolution territoriale de la paroisse de Shédiac après 1966.

## Toponyme
Le village est nommé ainsi d'après sa position près de l'embouchure de la rivière Shédiac. Ce nom est dérivé du micmac Esedeiik, signifiant « qui remonte loin », possiblement en référence à la configuration de la baie de Shédiac ou au portage menant vers la rivière Petitcodiac.

## Géographie
Cap-de-Shédiac est situé dans le sud du pays de Gédaïque. Le village est généralement considéré comme faisant partie de l'Acadie.

### Géologie
Le sous-sol de Cap-de-Shédiac est composé principalement de roches sédimentaires du groupe de Pictou datant du Pennsylvanien (entre 300 et 311 millions d'années).

## Démographie
| 2001 | 2006 | 2011 |
| ---- | ---- | ---- |
| 787  | 913  | 837  |

| 2016 | 2021  | - |
| ---- | ----- | - |
| 837  | 1 062 | - |

## Histoire
Cap-de-Shédiac est situé dans le territoire historique des Micmacs, plus précisément dans le district de Sigenigteoag, qui comprend l'actuel côte Est du Nouveau-Brunswick, jusqu'à la baie de Fundy.
L'école Shediac Cape est inaugurée en 1997.

## Administration

### Comité consultatif
En tant que district de services locaux, Cap-de-Shédiac est administré directement par le Ministère des Gouvernements locaux du Nouveau-Brunswick, secondé par un comité consultatif élu composé de cinq membres dont un président. Il n'y a actuellement aucun comité consultatif.

### Commission de services régionaux
Cap-de-Shédiac fait partie de la Région 7, une commission de services régionaux (CSR) devant commencer officiellement ses activités le 1er janvier 2013. Contrairement aux municipalités, les DSL sont représentés au conseil par un nombre de représentants proportionnel à leur population et leur assiette fiscale. Ces représentants sont élus par les présidents des DSL mais sont nommés par le gouvernement s'il n'y a pas assez de présidents en fonction. Les services obligatoirement offerts par les CSR sont l'aménagement régional, l'aménagement local dans le cas des DSL, la gestion des déchets solides, la planification des mesures d'urgence ainsi que la collaboration en matière de services de police, la planification et le partage des coûts des infrastructures régionales de sport, de loisirs et de culture; d'autres services pourraient s'ajouter à cette liste.

### Représentation et tendances politiques
Nouveau-Brunswick : Cap-de-Shédiac fait partie de la circonscription provinciale de Kent-Sud, qui est représentée à l'Assemblée législative du Nouveau-Brunswick par Claude Williams, du Parti progressiste-conservateur. Il fut élu en 2001 puis réélu en 2003, en 2006 et en 2010. La partie du territoire au sud de l'autoroute est quant à elle comprise dans la circonscription provinciale de Memramcook-Lakeville-Dieppe, qui est représentée à l'Assemblée législative du Nouveau-Brunswick par Bernard Leblanc, du Parti libéral. Il fut élu en 2006 et réélu en 2010.
 Canada: Cap-de-Shédiac fait partie de la circonscription fédérale de Beauséjour. Cette circonscription est représentée à la Chambre des communes du Canada par Dominic LeBlanc, du Parti libéral.

## Infrastructures et services
L'école Shediac Cape accueille les élèves de la maternelle à la 8e année en anglais. C'est une école publique faisant partie du district scolaire 2 et elle possède aussi un programme d'immersion en français.
L'église St. Martin in the Woods est une église anglicane.
Le bureau de poste et le détachement de la Gendarmerie royale du Canada les plus proches sont situés à Shédiac.
Les francophones bénéficient du quotidien L'Acadie nouvelle, publié à Caraquet, ainsi que des hebdomadaires L'Étoile, de Dieppe, et Le Moniteur acadien, de Shédiac. Les anglophones bénéficient quant à eux des quotidiens Telegraph-Journal, publié à Saint-Jean et Times & Transcript, de Moncton.

## Culture

### Personnalités
- William Hanington (1759-1838), homme d'affaires, juge de paix et fonctionnaire, mort à Cap-de-Shédiac

### Cap-de-Shédiac dans la culture
La localité fait partie du « pays de la Mariecomo », comprenant la côte entre Richibouctou au nord et Cap-Pelé au sud, dans le roman La Mariecomo de Régis Brun.